# 喜田ことみ
喜田 ことみ（きた ことみ、2002年12月8日 - ）は、大阪府出身のハンドボール選手。日本ハンドボールリーグ（リーグH）の大阪ラヴィッツ所属。

## 経歴
四天王寺高等学校在学中の2020年12月21日に日本ハンドボールリーグの大阪ラヴィッツへ加入。背番号は「28」。
2022年には第23回女子ジュニア世界選手権の日本代表U-20に選出された。
2024年は241得点（7mT46得点）を挙げ、得点王とフィールド得点賞のタイトルを獲得。ベストセブンにも選ばれた。
2025年は8月に日本代表の第2回強化合宿メンバーに選出されたが、直前に左手関節橈骨遠位端骨折と診断され、参加を辞退することとなった。

## 詳細情報

### 年度別成績
| 年                | チーム            | 試合 | フィールド 得点 | 率   | 7m     | 合計    | 警告 | 退場 | 失格 |
| ----------------- | ----------------- | ---- | --------------- | ---- | ------ | ------- | ---- | ---- | ---- |
| 2020-21           | 大阪ラヴィッツ    | 9    | 5/10            | .500 | 0/0    | 5/5     | 0    | 0    | 0    |
| 2021-22           | 大阪ラヴィッツ    | 16   | 89/166          | .539 | 14/23  | 103/189 | 2    | 5    | 0    |
| 2022-23           | 大阪ラヴィッツ    | 0    | -               | -    | -      | -       | -    | -    | -    |
| 2023-24           | 大阪ラヴィッツ    | 20   | 89/193          | .461 | 12/21  | 101/214 | 0    | 3    | 0    |
| 2024-25           | 大阪ラヴィッツ    | 30   | 195/411         | .474 | 46/59  | 241/470 | 1    | 5    | 0    |
| JHL・リーグH：5年 | JHL・リーグH：5年 | 75   | 378/779         | .485 | 72/108 | 450/887 | 3    | 13   | 0    |

- 各年度の太字はリーグ最高、、赤太字はリーグにおける歴代最高

### タイトル・表彰

#### 日本ハンドボールリーグ (リーグH)
- ベストセブン賞：1回 (2024年)
- 得点王：1回 (2024年)
- フィールド得点賞：1回 (2024年)

### 背番号
- 28 (2020年 - 2021年)
- 7 (2021年 - )

## 代表歴

### 日本代表U-20
- 第23回女子ジュニア世界選手権 (2022年)